# Boomerang (Turquía)
Boomerang fue un canal de televisión por suscripción turco que transmite programación infantil. Era propiedad de Warner Bros. Discovery y fue lanzado en 2016. 

## Historia
El 13 de abril de 2016, Turner Broadcasting System Europa anunció el lanzamiento de Boomerang en Turquía el 23 de abril de 2016, que es el  Día Nacional del Niño de Turquía; esto lo convierte en el primer canal en Turquía en lanzarse en esa fecha. El canal HD se lanzó exclusivamente en los operadores Tivibu y D-Smart en Turquía.